# Langenbernsdorf
Langenbernsdorf − miejscowość i gmina w Niemczech, w kraju związkowym Saksonia, w okręgu administracyjnym Chemnitz, w powiecie Zwickau. Początkowo nazywane "Bernztorff".